# Jorge Mercado Pino
Jorge Antonio Mercado Pino (San Antonio; 20 de noviembre de 1984) es un músico, compositor, cantautor y profesor chileno conocido por componer el tema principal de la película Las analfabetas. 
Toca piano, guitarra, bajo y batería, entre otros, siendo el bajo su instrumento predilecto.

## Estudios
Sus estudios secundarios los realizó en el Instituto del Puerto en San Antonio, para luego ingresar a la Universidad Metropolitana de Ciencias de la Educación donde se tituló de Licenciado en Educación y profesor de Música.

## Carrera artística

### Inicios en la música y el grupo Los Coléricos
Ha estado ligado a la música desde niño, cuando participaba en bandas de guerra e instrumentales en su San Antonio natal, ciudad en la que luego integra numerosas bandas de rock. Su carrera musical la complementa con la docencia, realizando diversas labores en esta área, y desempeñándose como profesor de bajo en Escuela Audiomúsica.
En Santiago forma la agrupación Los Coléricos, con quienes editó los discos, Luces del puerto (2008) y Cólera (2010), con el sello discográfico Casanova Records.

### Etapa en solitario
Tras la disolución de Los Coléricos, Jorge Mercado edita su primer EP en solitario, Cambian las cosas de lugar, en 2005, disco del que se desprende como primer sencillo la canción Rey de Espadas, que ha conocido por ser el tema principal de la película Las analfabetas (Moisés Sepúlveda, 2013), protagonizada por Paulina García y Valentina Muhr. Este disco contó con la producción musical de Cristóbal Carvajal (Holden) y fue masterizado por Juan Pablo Bello en estudios Triana.
En mayo del año 2017 lanzó un nuevo sencillo titulado, Lo que no tienes, acercándose más al hard rock. El sencillo fue grabado y producido por Tomás Preuss, líder de la banda Prehistöricos.

Lo que no tienes hoy es una canción que narra las historias de niños-adolescentes, que descubren el mundo según lo que tienen.
Jorge Mercado a El Ciudadano

En julio del año 2017 el cantautor estrenó el videoclip oficial de la canción, Oro Puro, corte incluido en el EP Cambian las cosas de lugar. El clip fue dirigido por Moisés Sepúlveda quien ya se había encargado de la realización del videoclip de Rey de Espadas. El video es un retrato documental de mujeres de diferentes edades.

La idea de poner imágenes de mujeres de todas las edades, surgió porque la letra de la canción habla un poco de la admiración hacia una persona y quisimos hacerlo un poco más amplio, y resultó lo que ahora podemos ver.
Jorge Mercado a Quid.cl

## Influencias y estilo
Las canciones de Jorge Mercado poseen, principalmente, una estructura Pop y heredan otros elementos de variadas tradiciones populares. En su música se reconocen distintas influencias, las que transitan por la Trova hasta el Rock, pasando por el Folk, e incorporando además, la música folclórica de Chile. También considera elementos asociados al Folk Anglosajón, en particular, por la forma íntima de interpretar la guitarra de 12 cuerdas y los arpegios que utiliza.

## Discografía

### Álbumes con Los Coléricos
- 2008: Luces del puerto
- 2010: Cólera

### Álbumes en solitario
- 2015: Cambian las cosas de lugar